# Зуттер, Мануэль
Мануэль Зуттер (нем. Manuel Sutter; род. 8 марта 1991 года, Брегенц, Австрия) — австрийский футболист, нападающий лихтенштейнского клуба «Эшен-Маурен».

## Карьера
В сезоне 2009/10 Зуттер перешёл в швейцарский клуб «Санкт-Галлен». В сезоне 2010/11 он стал основным игроком своей команды.
Летом 2013 года Зуттер подписал контракт с лихтенштейнским клубом «Вадуц». В своём первом сезоне он провёл 33 матча в Челлендж Лиге, забив 12 голов. В том же году он также выиграл с клубом Кубок Лихтенштейна и Челлендж-лигу. С клубом вышел в Суперлигу в сезоне 2013/14. В сезоне 2016/17 после трёх лет в «Вадуце» перешёл в швейцарский клуб «Винтертур», выступающий в Челлендж-лиге.
После двух с половиной лет в «Винтертуре» он вернулся в январе 2019 года в «Вадуц» с которым подписал контракт до июня 2021 года.
9 мая 2023 года «Вадуц» объявил об уходе игрока по окончании контракта. 1 июля 2023 года подписал однолетний контракт с лихтенштейнским клубом «Бальцерс». 29 декабря 2023 года перешёл в «Эшен-Маурен», выступающий в Швейцарской Первой лиге.

## Достижения
«Вадуц»
- Кубок Лихтенштейна (6): 2013/14, 2014/2015, 2015/2016, 2018/2019, 2021/2022, 2022/2023[12].